# Cynomops
Cynomops é um gênero de morcegos da família Molossidae.

## Espécies
- Cynomops abrasus
- Cynomops freemani
- Cynomops greenhalli
- Cynomops mastivus
- Cynomops mexicanus
- Cynomops milleri
- Cynomops paranus
- Cynomops planirostris
- Cynomops tonkigui
- Cynomops kuizha[2]